# 1919 в анімації

## Випущені фільми
- 28 вересня – Farmer Al Falfa at the Bath (США)
- 26 жовтня – Some Sleeper (США)
- 9 листопада –  Feline Follies (США)
- 16 листопада – The Musical Mews (США)
- 23 листопада – Farmer Al Falfa Solves the High Cost of Living (США)
- 14 грудня – The Adventures of Felix (США)

## Народилися

### Січень
- 13 січня : Роберт Стек, американський актор (озвучував Ультра Маґнуса у фільмі «Трансформери», агент ATF Флемінг у фільмі «Бівіс» і «Баттхед до Америки», оповідач Боб у фільмі «Геркулес», суперінтендант у фільмі «Перерва: школа закінчилася», Стоут Малдун у фільмі «Butt- Ugly Martians, генерал в епізоді Recess «A Genius Among Us», оповідач в епізоді The Angry Beavers «Home Loners», Рейнольдс Пенленд в епізоді King of Hill «The Trouble with Gribbles», Гордон/Срібний щит у Teamo Епізод Supremo «The Grandfather Show»), (пом. 2003 ). [1]
- 27 січня : Росс Багдасарян, американський аніматор, композитор, співак і актор (автор фільму «Елвін і бурундуки ») (пом. 1972 ).[2] [3]

### Лютий
- 4 лютого : Джанет Волдо, американська акторка (озвучувала Джуді Джетсон у The Jetsons, Granny Sweet у Precious Pupp, Alice in Alice in Wonderland або What's a Nice Kid like You Doing in a Place like This? та Alice Through the Looking Glass, Лана Ленг у «Пригодах Суперхлопчика», Ненсі у «Шаззані », Пенелопа Пітстоп у «Безглуздих перегонах » і «Небезпеки Пенелопи Пітстоп», Джозі у «Джозі та котиках», Мортісія Аддамс у «Сімейці Аддамсів», принцеса у «Битві планет », Ведмідь Сінді у «Першому Різдві Йога», Хогата в Смурфики, продовження голосу Перл Слагхупл у The Flintstones ), (пом. 2016 ). [4]
- 5 лютого : Red Buttons, американський актор і комік (виконав образ Хоугі в «Драконі Піта», озвучив Робесп'єрі в «Gay Purr-ee», Мілтона в «Різдво Рудольфа і Фрості в липні») (пом. 2006 ).
- 11 лютого : Єва Ґабор, угорсько-американська актриса (озвучувала герцогиню в «Аристокотах», Б’янки в «Рятівниках» і «Рятувальники внизу ») (пом. 1995 ). [5]
- 24 лютого : Ентоні Ріццо, італо-американський кінорежисер («Пригнися і накрийся») (пом. 2004 ).
- 25 лютого : Джон Данн, шотландський аніматор і сценарист анімації ( The Walt Disney Company, Warner Bros. Cartoons, ДеПаті-Фреленг, Людина-павук ), (пом. 1983 ). [6]

### Березень
- 3 березня : Тадахіто Мотінага, японський аніматор і режисер анімації ( Маньчжоу-го кіноасоціація, Ранкін/Бас ), (пом. 1999 ). [7]
- 15 березня : Лоуренс Тірні, американський актор (озвучував Ріка в The Oz Kids, Дона Бродки в епізоді Сімпсонів «Мардж, не пишайся») (пом. 2002). [8]

### Травень
- 1 травня: Ден О'Герлігі, ірландський актор (озвучував Гранта Вокера в епізоді мультсеріалу «Бетмен: Глибока заморозка», додаткові голоси в «Піратах темної води» ) (пом. 2005 ). [9]
- 7 травня: Станіслав Латал, чеський лялькар, аніматор і кінорежисер ( «Пригоди Робінзона Крузо, моряка з Йорка ») (пом. 1994 ). [10]
- 12 травня: Вік Герман, американський ілюстратор, дизайнер, карикатурист, лялькар, телевізійний продюсер і художник коміксів (Merrie Melodies), (пом. 1999 ).[11]

### Червень
- 17 червня: Джин де Поль, американський піаніст, композитор і автор пісень ( Walt Disney Animation Studios ), (пом. 1988 ).
- 30 червня: Піт ван Елк, нідерландський художник коміксів і аніматор (Stripfilm, Hanna-Barbera ), (пом. 1994 ). [12]

### Липень
- 8 липня: Джон Девід Вілсон, британський аніматор і анімаційний продюсер (The Walt Disney Company, UPA, Fine Arts Films, анімаційна початкова послідовність Grease, Peter Pen and the Pirates ), (пом. 2013). [13] [14]
- 14 липня: Уолт Стенчфілд, американський аніматор, письменник і викладач (The Walt Disney Company), (пом. 2000). [15]
- 19 липня: Даллас МакКеннон, американський актор (озвучка інспектора Віллоубі та Базза Баззарда у «Вуді вудпекері», головного персонажа у «Гамбі», професора зоопарку, Тугі, Педро та гієни у «Леді та бродязі», Діабло та Вернона у «Сплячій красуні» ). лисиця та один із пінгвінів у Мері Поппінс, Макс у фільмі «Як Грінч украв Різдво», Арчі Ендрюс, хот-дог і містер Везербі у фільмі «Шоу Арчі » (пом. 2009).[16]
- 21 липня: Кларк Хаас, американський художник коміксів, мультиплікатор і продюсер анімації ( Clutch Cargo, Hanna-Barbera ), (пом. 1978 ). [17]
- 24 липня: Тодор Дінов, болгарський аніматор і художник коміксів (пом. 2004).[18]

### Серпень
- 2 серпня:
  - Том Рей, американський аніматор і кінорежисер ( Warner Bros. Cartoons, John Sutherland Productions, MGM Animation/Visual Arts, DePatie-Freleng Enterprises, Ralph Bakshi, Filmation, Hanna-Barbera, Film Roman, Tiny Toon Adventures, Animaniacs ), (d 2010 ). [19]
  - Нехемія Персофф, американський актор і художник (голос Папи Маускевіца в «Американський хвіст») (пом. 2022). [20] [2]
- 16 серпня: Джин Сінсер, американська актриса (озвучувала місіс Гогенсон у «Суперсімейці ») (пом. 2013).[21] [22]

### Вересень
- 2 вересня: Мардж Чемпіон, американська танцівниця та актриса (модель головної героїні у Білосніжці та семи гномах, Блакитної феї у Піноккіо, Гіацинта Гіппо у Фантазії та містера Лелеки у Дамбо ), (пом. 2020). [23]
- 4 вересня:
  - Говард Морріс, американський актор (озвучува Совуса у фільмах «Вінні-Пух і медове дерево» та «Вінні-Пух і бурхливий день», головних героїв у фільмах «Атом Мураха» та «Мунро », містера Піблза у фільмах «Магілла Горила», Джагхеда Джонса в «Арчі», професора Айкенштейна і Луїджі Ла Боунчі в Galaxy High, Флем у Cow & Chicken ), (пом. 2005 ). [24]
  - Ксав'єр Атенсіо, американський аніматор і автор текстів ( компанія Walt Disney ), (пом. 2017 ). [25] [26] [27] [28]
- 15 вересня: Альфі Скопп, англо-канадський актор (озвучував Чарлі в коробці у фільмі «Рудольф Червононосий олень ») (пом. 2021). [29]
- 16 вересня: Енді Рассел, американо-мексиканський співак і актор (заспівав сегмент «Without You» у Make Mine Music ), (пом. 1992 ). [30] [31] [32]
- 24 вересня: Дейтон Аллен, американський комік і актор (голос Deputy Dawg ), (пом. 2004). [33] [34]
- 30 вересня: Кей Райт, американський аніматор, телепродюсер і художник коміксів ( компанія Walt Disney, Cambria Productions, Filmation, Hanna-Barbera ), (пом. 1999).[35]

### Жовтень
- 11 жовтня: Джин Вандер Піл, американська акторка (озвучував Вілму Флінстоун і Пеблз Флінстоун у «Флінстоунах», робота-служниці Розі у «Джетсонах», Голді, Лоли Гламур, медсестри ЛаРу у «Top Cat», чарівної відьми у «Таємному шоу білок», Огі у Magilla Gorilla ), (пом. 1999 ). [36]

### Листопад
- 10 листопада: Джордж Феннеман, американський диктор (голос оповідача в епізоді Сімпсонів «Marge on the Lam») (пом. 1997). [37]
- 19 листопада: Алан Янг, англійський актор (озвучував Скруджа Макдака в «Качиних історіях», фермера Смурфа в «Смурфиках », дідуся Севілла в «Елвіні та бурундуках», 7-Зарка-7 і Кейопа в «Битві планет», Хаггіса Макхаггіса в «Рен і Стімпі»). Шоу, Хірам Флеверсхем у фільмі «Великий мишачий детектив », (пом. 2016 ). [38] [39]
- 26 листопада: Ноель Коулман, англійський актор (оповідач капітана Пагуоша), (пом. 2007).[40]

### Грудень
- 17 грудня: Тед Берман, американський мультиплікатор, режисер і сценарист ( The Walt Disney Company ), (пом. 2001 ).
- 21 грудня: Дуг Янг, американський актор (озвучка Доггі Дедді в The Quick Draw McGraw Show, Ding-A-Ling Wolf в The Huckleberry Hound Show, Yippee в The Peter Potamus Show ), (пом. 2018 ). [41]
- 23 грудня: Юджин Поддані, американський композитор китайського походження         (Warner Bros. Cartoons, MGM Animation/Visual Arts), (пом. 1984 ). [42]
- 30 грудня: Гомер Гронінг, американський кінорежисер із Саскачевану та батько Метта Гренінга (тезка Гомера Сімпсона, продюсера та режисера «A Study in Wet», який використовувався як логотип The Curiosity Company), (пом.1996 ).[43]

### Конкретна дата невідома
- Джордж Вілер, американський аніматор і художник коміксів (The Walt Disney Company,Hanna-Barbera, Filmation), (пом. 1989 ).[44]
- Юліус Свендсен, норвезько-американський художник коміксів і мультиплікатор (Walt Disney Animation Studios), (пом.1971 ).[45]

## Померли

### січня
- 6 січня: Теодор Рузвельт, американський політик, державний діяч, природоохоронець, натураліст, історик, письменник і 26-й президент Сполучених Штатів (озвучив себе в епізоді Сімпсонів « Барт зупиняється, щоб понюхати Рузвельтів» за дпомогою архівних записів), помер у віці 60 років.[46]

## Зовнішні посилання
- Анімаційні роботи року, занесені до списку IMDb